# Gruyères (Ardennes)
Pour les articles homonymes, voir Gruyère.
Gruyères (prononcé [gry.jɛʁ] ou [grɥi.jɛʁ]) est une commune française située dans le département des Ardennes, en région Grand Est.

## Géographie

### Description
Le village est situé dans une région couramment appelée les crêtes pré-ardennaises.
Il est au creux d'une petite vallée. L'altitude du village se situe à 211 m, la croix de Saint-Arnould se situant à une altitude de 306 m.

### Communes limitrophes
| Fagnon | Fagnon   | Mondigny              |
| Fagnon | Gruyères | Guignicourt-sur-Vence |
| Jandun | Barbaise | Touligny              |

### Hydrographie
La commune est dans le bassin versant de la Meuse au sein du bassin Rhin-Meuse. Elle est drainée par le ruisseau des Rejets,.

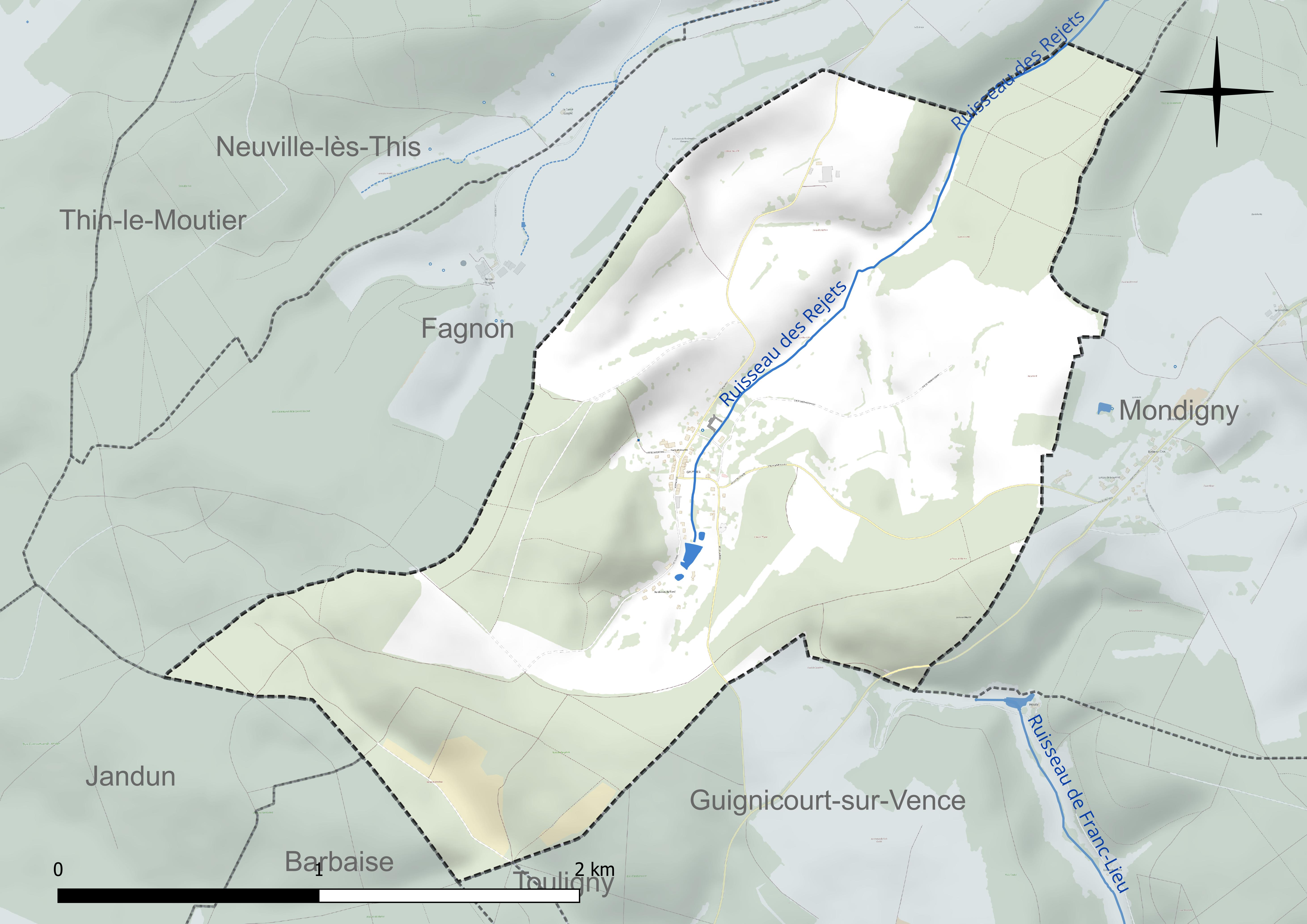
Réseau hydrographique de Gruyères.

### Climat
Pour des articles plus généraux, voir Climat du Grand Est et Climat des Ardennes.
En 2010, le climat de la commune est de type climat de montagne, selon une étude du Centre national de la recherche scientifique s'appuyant sur une série de données couvrant la période 1971-2000. En 2020, Météo-France publie une typologie des climats de la France métropolitaine dans laquelle la commune est exposée à un climat océanique altéré et est dans la région climatique Nord-est du bassin Parisien, caractérisée par un ensoleillement médiocre, une pluviométrie moyenne régulièrement répartie au cours de l’année et un hiver froid (3 °C).
Pour la période 1971-2000, la température annuelle moyenne est de 10 °C, avec une amplitude thermique annuelle de 15,6 °C. Le cumul annuel moyen de précipitations est de 1 013 mm, avec 14,3 jours de précipitations en janvier et 9,9 jours en juillet. Pour la période 1991-2020, la température moyenne annuelle observée sur la station météorologique de Météo-France la plus proche, « Launois-sur-Vence_sapc », sur la commune de Launois-sur-Vence à 8 km à vol d'oiseau, est de 10,5 °C et le cumul annuel moyen de précipitations est de 889,5 mm. 
La température maximale relevée sur cette station est de 39,4 °C, atteinte le 25 juillet 2019 ; la température minimale est de −12,8 °C, atteinte le 7 février 2012,,.
Les paramètres climatiques de la commune ont été estimés pour le milieu du siècle (2041-2070) selon différents scénarios d'émission de gaz à effet de serre à partir des nouvelles projections climatiques de référence DRIAS-2020. Ils sont consultables sur un site dédié publié par Météo-France en novembre 2022.

## Urbanisme

### Typologie
Au 1er janvier 2024, Gruyères est catégorisée commune rurale à habitat très dispersé, selon la nouvelle grille communale de densité à 7 niveaux définie par l'Insee en 2022.
Elle est située hors unité urbaine. Par ailleurs la commune fait partie de l'aire d'attraction de Charleville-Mézières, dont elle est une commune de la couronne,. Cette aire, qui regroupe 132 communes, est catégorisée dans les aires de 50 000 à moins de 200 000 habitants,.

### Occupation des sols
L'occupation des sols de la commune, telle qu'elle ressort de la base de données européenne d’occupation biophysique des sols Corine Land Cover (CLC), est marquée par l'importance des forêts et milieux semi-naturels (52,4 % en 2018), en augmentation par rapport à 1990 (51,1 %). La répartition détaillée en 2018 est la suivante : 
forêts (52,4 %), prairies (36,4 %), terres arables (5,8 %), zones agricoles hétérogènes (5,4 %). L'évolution de l’occupation des sols de la commune et de ses infrastructures peut être observée sur les différentes représentations cartographiques du territoire : la carte de Cassini (XVIIIe siècle), la carte d'état-major (1820-1866) et les cartes ou photos aériennes de l'IGN pour la période actuelle (1950 à aujourd'hui).

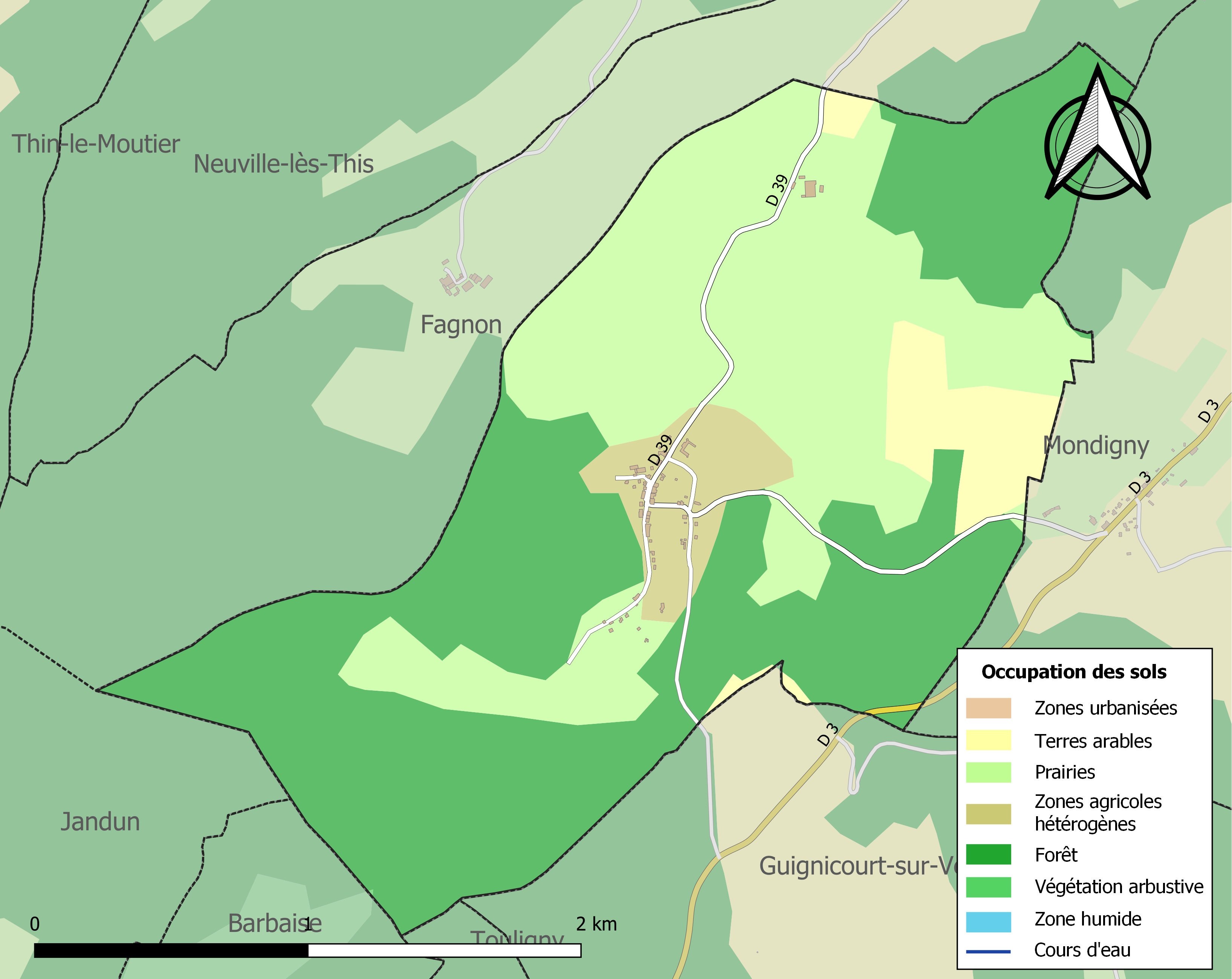
Carte des infrastructures et de l'occupation des sols de la commune en 2018 (CLC).

### Habitat et logement
En 2019, le nombre total de logements dans la commune était de 45, alors qu'il était de 39 en 2014 et de 32 en 2009.
Parmi ces logements, 86,7 % étaient des résidences principales, 8,9 % des résidences secondaires et 4,4 % des logements vacants. Ces logements étaient pour 100 % d'entre eux des maisons individuelles et pour 0 % des appartements.
Le tableau ci-dessous présente la typologie des logements à Gruyères en 2019 en comparaison avec celle des Ardennes et de la France entière. Une caractéristique marquante du parc de logements est ainsi une proportion de résidences secondaires et logements occasionnels (8,9 %) supérieure à celle du département (3,5 %) et à celle de la France entière (9,7 %). Concernant le statut d'occupation de ces logements, 82,1 % des habitants de la commune sont propriétaires de leur logement (83,3 % en 2014), contre 60,5 % pour les Ardennes et 57,5 pour la France entière.
| Typologie                                               | Gruyères | Ardennes | France entière |
| ------------------------------------------------------- | -------- | -------- | -------------- |
| Résidences principales (en %)                           | 86,7     | 84,8     | 82,1           |
| Résidences secondaires et logements occasionnels (en %) | 8,9      | 3,5      | 9,7            |
| Logements vacants (en %)                                | 4,4      | 11,7     | 8,2            |

## Toponymie
Grueriae au IXe siècle.
Ce nom peut provenir de gruerie, un droit royal sur les surfaces boisées. Une autre hypothèse est une étymologie issue de passage migratoire de grues.
Les grues cendrées qui traversent la France en formations serrées, descendant à la fin de l'été vers l'Afrique et remontant en Suède à la fin de l'hiver, s’arrêtent cependant en quelques lieux qui gardent leur souvenir comme Gruyères.

## Histoire

### Antiquité
Une présence romaine semble attestée par des traces de voies et de camps militaires. La voie romaine Reims Castrice Cologne, passe en limite de territoire, dans les bois de Gruyères, Fagnon, Basse Ecogne, Bois de Saint Arnoult.

### Moyen Âge
L'église est consacrée à saint Arnould, qui aurait été enterré, selon la légende, sur le bord de la voie romaine. Le village fait partie du comté de Castrice, puis du comté de Chiny. Le comte de Chiny y aurait bâti une résidence de chasse vers l'an 1000. La charte de fondation de l'abbaye royale Saint-Nicolas de Septfontaines en 1136 cite un don de terres à Gruyères.
Il se trouve réuni au comté de Rethel en 1293.

### Temps modernes
Ce territoire est ensuite transmis de familles en familles, et est une possession des Pouilly lors de la Révolution de 1789.

## Politique et administration

### Rattachements administratifs et électoraux

#### Rattachements administratifs
La commune se trouve dans l'arrondissement de Charleville-Mézières du département des Ardennes.
Elle faisait partie depuis 1802 du canton de Signy-l'Abbaye. Dans le cadre du redécoupage cantonal de 2014 en France, cette circonscription administrative territoriale a disparu, et le canton n'est plus qu'une circonscription électorale.

#### Rattachements électoraux
Pour les élections départementales, la commune est membre depuis 2014 d'un nouveau  canton de Signy-l'Abbaye
Pour l'élection des députés, elle fait partie de la première circonscription des Ardennes.

### Intercommunalité
Gruyères est membre de la communauté de communes des Crêtes Préardennaises, un établissement public de coopération intercommunale (EPCI) à fiscalité propre créé en 1995 et auquel la commune avait transféré un certain nombre de ses compétences, dans les conditions déterminées par le code général des collectivités territoriales.

### Liste des maires
| Période                                  | Période                       | Identité                      | Étiquette | Qualité                                                                               |
| ---------------------------------------- | ----------------------------- | ----------------------------- | --------- | ------------------------------------------------------------------------------------- |
| Les données manquantes sont à compléter. |                               |                               |           |                                                                                       |
| maire en 1834                            |                               | Charles de Landru (1794-1869) |           | Conseiller d'arrondissement (Arrdt. de Mézières)                                      |
| Les données manquantes sont à compléter. |                               |                               |           |                                                                                       |
| mars 1996                                | En cours (au 2 décembre 2021) | Bernard Blaimont              | DVD       | Président de la CC des Crêtes Préardennaises (2014 → ) Réélu pour le mandat 2020-2026 |

## Démographie
L'évolution du nombre d'habitants est connue à travers les recensements de la population effectués dans la commune depuis 1793. Pour les communes de moins de 10 000 habitants, une enquête de recensement portant sur toute la population est réalisée tous les cinq ans, les populations de référence des années intermédiaires étant quant à elles estimées par interpolation ou extrapolation. Pour la commune, le premier recensement exhaustif entrant dans le cadre du nouveau dispositif a été réalisé en 2004.

En 2022, la commune comptait 104 habitants, en évolution de +5,05 % par rapport à 2016 (Ardennes : −2,97 %, France hors Mayotte : +2,11 %).
| 1793 | 1800 | 1806 | 1821 | 1831 | 1836 | 1841 | 1846 | 1851 |
| ---- | ---- | ---- | ---- | ---- | ---- | ---- | ---- | ---- |
| 70   | 97   | 97   | 115  | 128  | 125  | 129  | 138  | 142  |

| 1866 | 1872 | 1876 | 1881 | 1886 | 1891 | 1896 | 1901 | 1906 |
| ---- | ---- | ---- | ---- | ---- | ---- | ---- | ---- | ---- |
| 143  | 118  | 110  | 106  | 97   | 98   | 90   | 85   | 66   |

| 1911 | 1921 | 1926 | 1931 | 1936 | 1946 | 1954 | 1962 | 1968 |
| ---- | ---- | ---- | ---- | ---- | ---- | ---- | ---- | ---- |
| 74   | 53   | 75   | 55   | 48   | 60   | 46   | 40   | 34   |

| 1975 | 1982 | 1990 | 1999 | 2004 | 2006 | 2009 | 2014 | 2019 |
| ---- | ---- | ---- | ---- | ---- | ---- | ---- | ---- | ---- |
| 44   | 49   | 52   | 51   | 62   | 60   | 68   | 91   | 100  |

| 2022 | - | - | - | - | - | - | - | - |
| ---- | - | - | - | - | - | - | - | - |
| 104  | - | - | - | - | - | - | - | - |

## Lieux et monuments

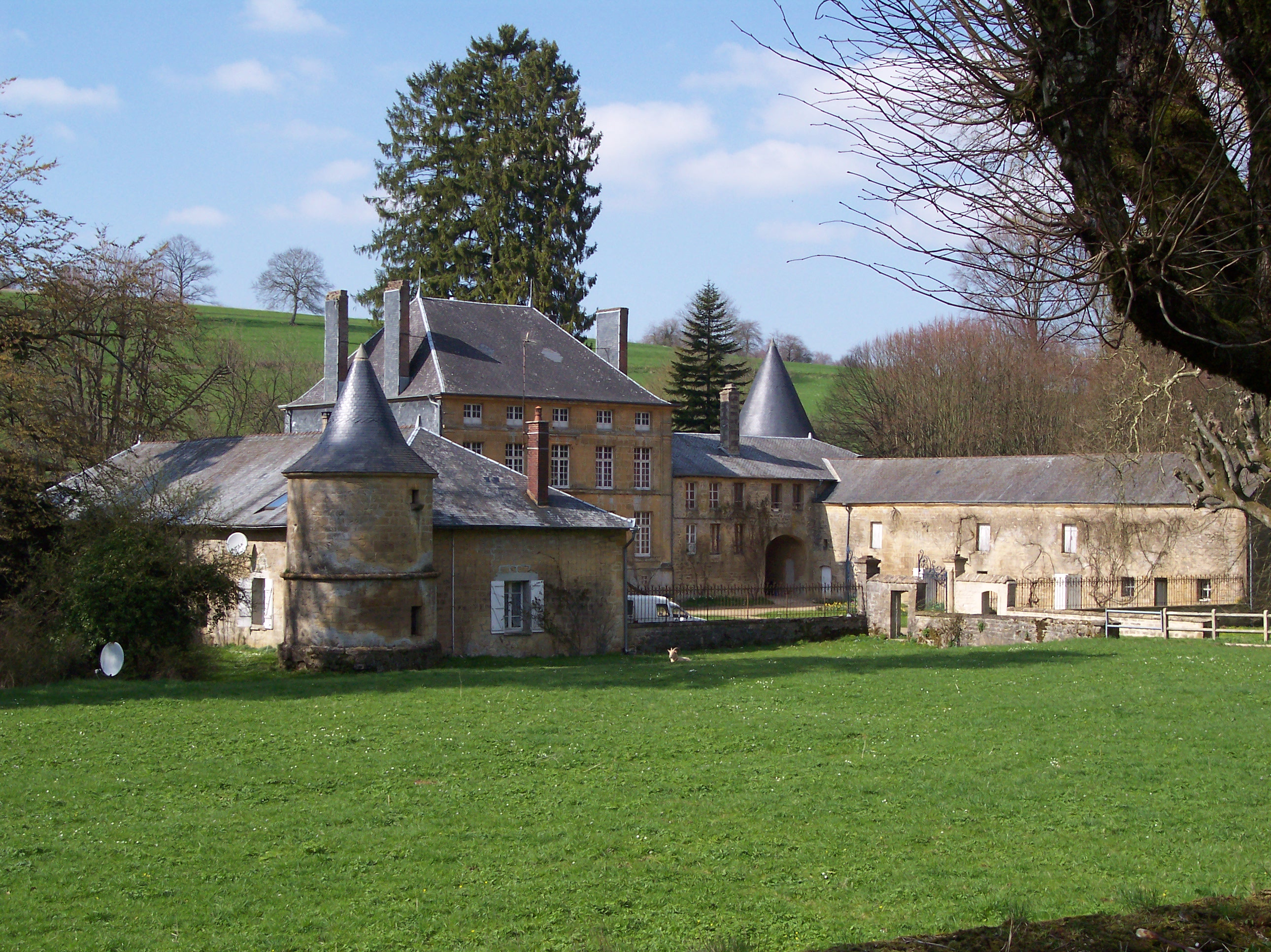
Château de Gruyères.

- Le dolmen de la Table des Fées. Sa localisation n'a pu être définie avec précision malgré les recherches effectuées par l'abbé Sery dans les années 1960. Il ouvrit plusieurs lieux de fouilles, mais sans pouvoir prouver le lieu précis. Il y a une histoire orale sur ces pierres : les pierres des fées. Elle raconte que les prêtresses se retrouvaient au dolmen de la table des fées lors des pleines lune pour pratiquer des rituels. La localisation se trouve dans la zone de la forêt des EIvis, près du fond des Aiviers à côté de la ferme d'Écogne (une ferme isolée à un kilomètre de Gruyères).
- La voie romaine.
- Un site mérovingien au lieu-dit Tombeau des Romains. Le chemin du Tombeau des Romains est, en partant de Gruyères, en direction de Fagnon, dans la forêt de Froidemont non loin de la croix de Saint-Arnould. Il suit une partie de la voie romaine très visible à cet endroit.
- Le château de Gruyères, à l'entrée septentrionale du village. L'édifice est inscrit au titre des monuments historiques en 2010[26].
- Le lavoir, construit en 1872, et la fontaine[27].
- La croix de Saint-Arnould qui est située non loin du village.
- Église Saint-Arnould de Gruyères.

## Personnalités liées à la commune
- Remi Jean-Baptiste de Mecquenem (1805-1875), général de brigade d´artillerie français, marié avec sa cousine au château de Gruyères en 1851.
- Jean Vuahart, marchand drapier, habitant Gruyères en 1698[28].